# بارني رايلي
بارني رايلي (بالإنجليزية: Barney Reilly)‏ هو لاعب كرة قاعدة أمريكي، ولد في 7 فبراير 1884 في بروكتون في الولايات المتحدة، وتوفي في 15 نوفمبر 1934 في سانت جوزيف في الولايات المتحدة.

## وصلات خارجية
- بارني رايلي على موقعبيزبول رفرنس.كوم (الدوري الرئيسي) (الإنجليزية)
- بارني رايلي على موقعبيزبول رفرنس.كوم (الدوري الثانوي) (الإنجليزية)